# 山原

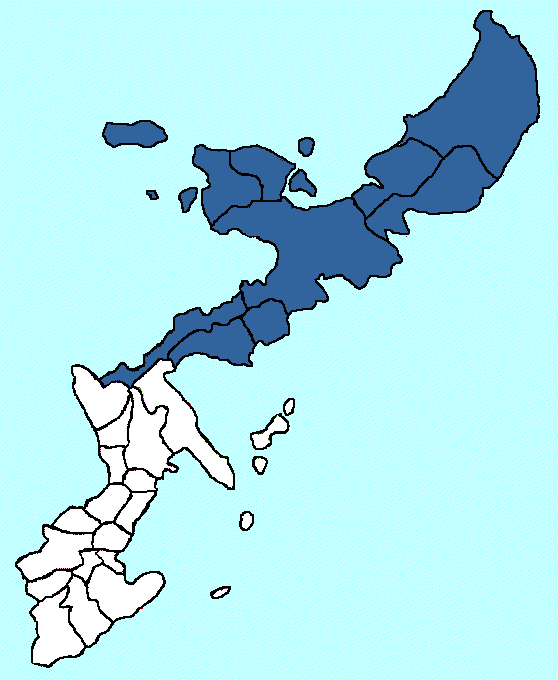
国頭方（1896年の県区制施行時）。このうち沖縄本島部分が山原に当たる。

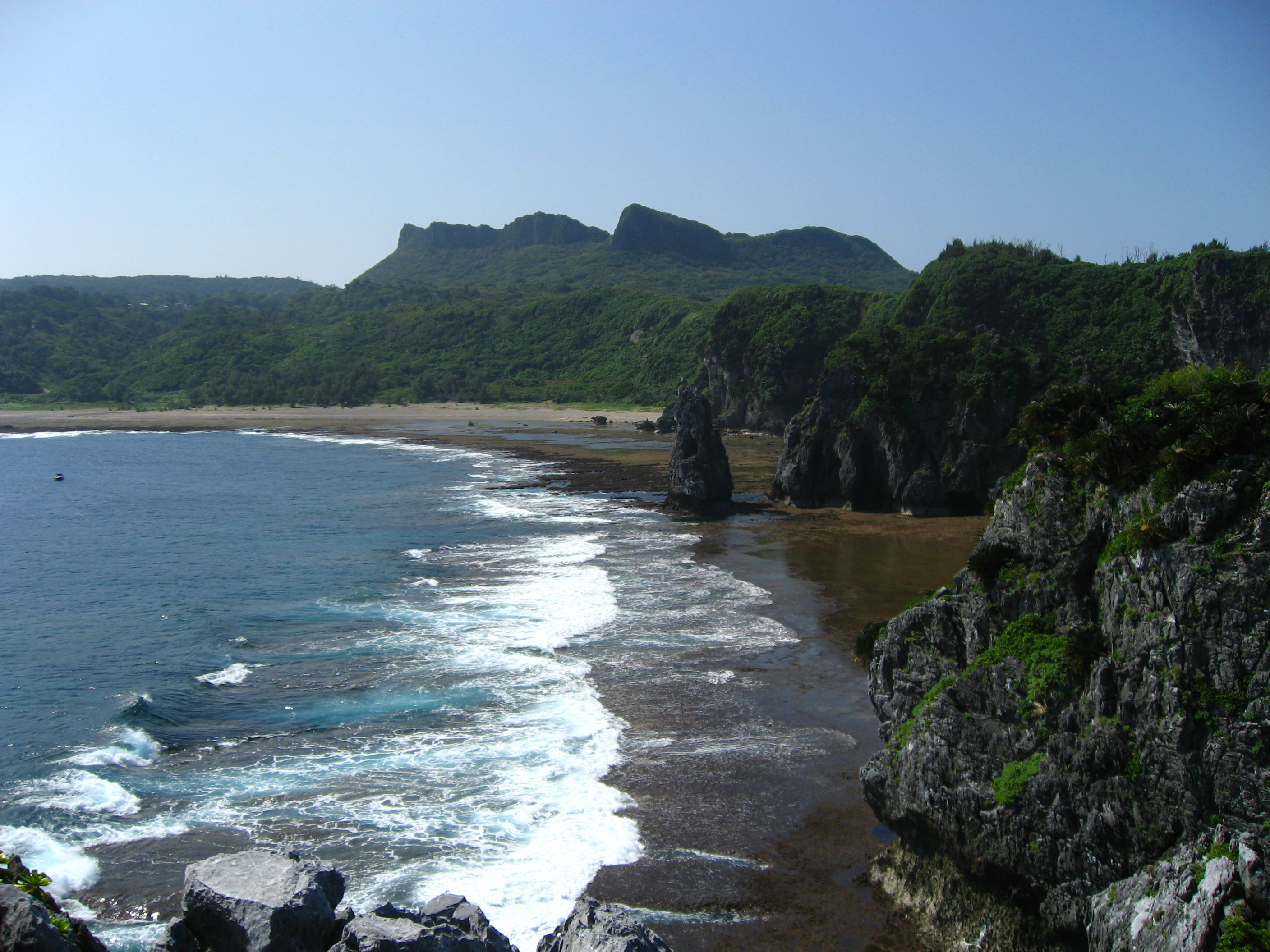
山原の風景（金剛石林山）。

山原（やんばる）は、沖縄県沖縄本島北部の、山や森林など自然が多く残っている地域を指す。
また、広義には沖縄本島の、北部地域の名護市および国頭郡に属する市町村全域を指す。

## 定義及び範囲
歴史的経緯のある国頭（国頭郡）・中頭（中頭郡）・島尻（島尻郡）とは異なり、行政上の明確な定義は存在しない。ただし、沖縄県は「やんばる観光ガイドマップ」などで、「広義の山原」全域を紹介している。
また、やんばる国立公園が主に沖縄本島の名護市以北の山地部（国頭郡大宜味村、東村、国頭村）に集中していることから、この周辺を特に「やんばる（山原）」と指す場合もある。

## 地理

### 市町村
おおむね広義の「山原（やんばる）」と呼ばれる地域に相当する。市町村は以下となる（市町村コード順）。町村はすべて国頭郡に属する。
- 名護市（なごし）
- 国頭村（くにがみそん）
- 大宜味村（おおぎみそん）
- 東村（ひがしそん）
- 今帰仁村（なきじんそん）
- 本部町（もとぶちょう）
- 恩納村（おんなそん）
- 宜野座村（ぎのざそん）
- 金武町（きんちょう）

### 統計
面積は約764㎢、人口は約12万人である。

### 地形
本島中南部地域（概ね中頭・島尻）が隆起珊瑚礁からなる低い丘陵地で、明確な山は存在せず、川がほとんどないのに比べ、この地域は低いながらも山並みが続き、多くの河川がある。
- 沖縄本島最高峰の与那覇岳（標高503m）が国頭村にある。その他に嘉津宇岳・多野岳・名護岳・恩納岳などがある。
- 貴重な動植物の宝庫。奄美大島・徳之島に共通するものも多い。照葉樹林が続く地域にはそれらの動植物が生き残っている。
- 奥間ビーチ、部瀬名ビーチなどの保養施設などの整った観光地としても人気を集める。
- かつて現在の国道58号などの整備以前、国頭村奥集落は、陸路がなく、そこに行くためには船が必要とされていたため、陸の孤島と呼ばれていた。

## 自然
山原の名を持つ生物に、以下のようなものがある。
- ヤンバルホオヒゲコウモリ
- ヤンバルクイナ
- ヤンバルテナガコガネ
- ヤンバルクロギリス
- ヤンバルトサカヤスデ（外来種）
- その他、ヤンバルナスビ・ヤンバルハグロソウ・ヤンバルセンニンソウ・ヤンバルマユミ・ヤンバルアカメガシワ・ヤンバルゴマ・ヤンバルミョウガ・ヤンバルキヌラン・ヤンバルタマシダ・ヤンバルフモトシダ

この他にもノグチゲラ、ハナサキガエルなど、山原固有種も多く存在する。そのため、山原は「東洋のガラパゴス」と称されている。

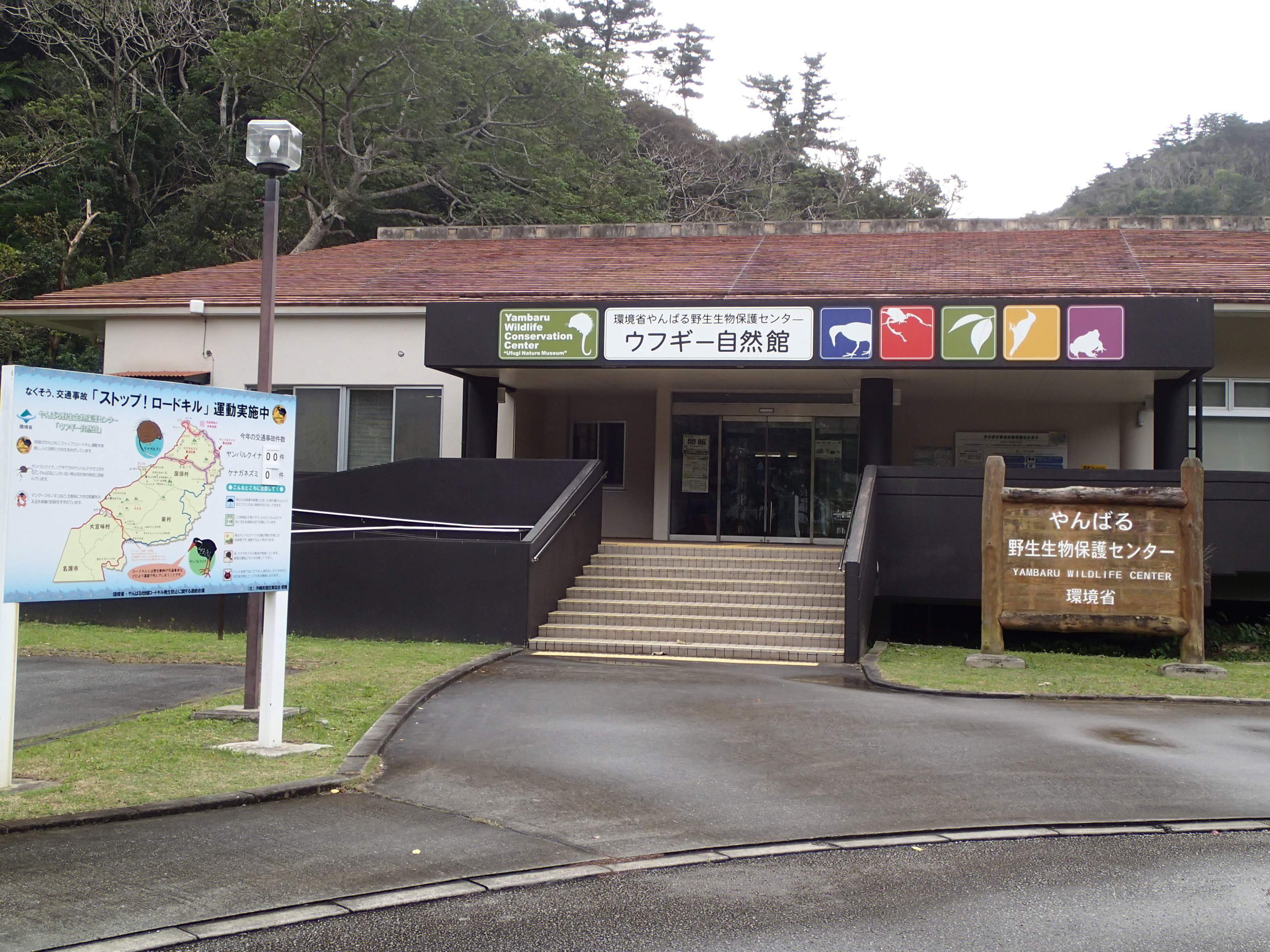
やんばる野生生物保護センター「ウフギー自然館」

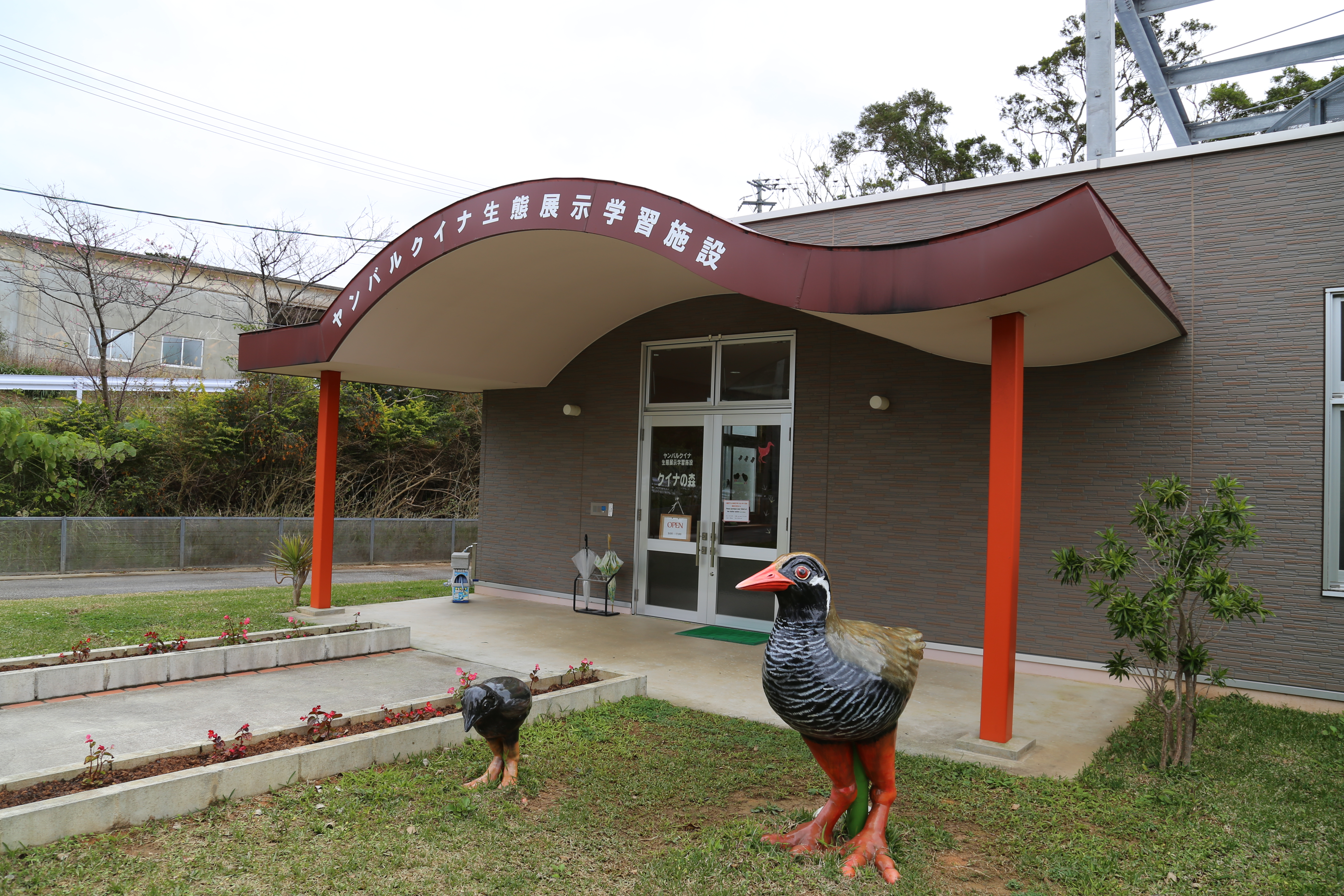
ヤンバルクイナ生態展示学習施設 クイナの 森入り口

### 自然保護施設
- やんばる野生生物保護センター「ウフギー自然館」
- ヤンバルクイナ生態展示学習施設 クイナの森

## 山原が登場する作品
・ちむどんどん 2022年度前期 NHK連続テレビ小説